# Barbara Stanek
Pour les articles homonymes, voir Stanek.
Barbara Stanek (née le 4 janvier 1941 à Berlin) est une actrice allemande.

## Biographie
La blonde Berlinoise part aux États-Unis en tant qu'étudiante d'échange pendant un certain temps à la fin des années 1950, où elle est diplômée de l'école. De retour en Allemagne, Barbara Stanek obtient l'abitur. Son intention initiale est d'étudier la psychologie afin de se consacrer en tant que sociologue aux jeunes travailleurs.
Au début des années 1960, Stanek décide de prendre des cours de théâtre auprès de Marlise Ludwig. Après une certaine expérience théâtrale, elle fait ses débuts en 1964 sous le nom légèrement changé de Barbara Stanyk avec un rôle de figuration dans Das hab ich von Papa gelernt.
Son excellente connaissance de l'anglais lui permet de revenir aux États-Unis en 1966-1967 pour quelques rôles à la télévision, jouant  joué aux côtés d'acteurs connus tels que Ben Gazzara et John Forsythe. À la fin des années 1960 et au début des années 1970, Barbara Stanek apparaît dans un certain nombre de films allemands d'éducation sexuelle et érotiques. Suivent de nombreux rôles de figuration à la télévision. Elle tient un rôle régulier dans la série Die Protokolle des Herrn M. Elle joue aussi régulièrement au théâtre, y compris dans sa ville natale de Berlin, à Munich, Cologne, Wuppertal et à Zurich.
Barbara Stanek a une fille.

## Filmographie
- 1964 : Das hab ich von Papa gelernt
- 1965 : Alle machen Musik (série télévisée)
- 1965 : Es geschah in Berlin (série télévisée, épisode Als gestohlen gemeldet…)
- 1966 : Max la Menace : Un espion dans la piscine (série télévisée)
- 1966 : Intercontinental Express (série télévisée, épisode Zwei im falschen Zug)
- 1966 : Briefe nach Luzern (TV)
- 1967 : Match contre la vie : A Choice of Evils (série télévisée)
- 1967 : Von Null Uhr Eins bis Mitternacht - Der abenteuerliche Urlaub des Mark Lissen (série télévisée, épisode Die Hochzeit)
- 1967–1968 : Großer Mann – was nun? (de) (série télévisée, 8 épisodes)
- 1968 : Le mariage parfait
- 1968 : Ingrid, le mystère de la vie
- 1968 : Ping Pong
- 1969 : Engelchen macht weiter – hoppe, hoppe Reiter
- 1969 : Le Divin Marquis de Sade
- 1969 : Köpfchen in das Wasser, Schwänzchen in die Höh'
- 1970 : Garden Party (série télévisée, deux épisodes)
- 1971 : La Sexualité au travail ou l'amour au bureau (de)
- 1972 : Autos (TV)
- 1972 : Algebra um Acht (série télévisée)
- 1972 : Les Savoureuses (Krankenschwestern-Report)
- 1973 : Der Kommissar (série télévisée, épisode Das Komplott)
- 1973 : Die Reise nach Mallorca (mini-série télévisée)
- 1974 : Motiv Liebe (série télévisée, épisode Klassenreise)
- 1975 : Kommissariat IX (série télévisée, épisode Ich bin ein Europäer)
- 1975 : Anna und Edith (TV)
- 1976 : Direktion City (série télévisée, épisode Nächtliches Interview)
- 1977 : Pfarrer in Kreuzberg (série télévisée, 13 épisodes)
- 1977 : Es muß nicht immer Kaviar sein (série télévisée, épisode Französische Küche)
- 1977 : Das Ende der Beherrschung (TV)
- 1978 : Die Macht der Männer ist die Geduld der Frauen (documentaire)
- 1979 : Die Protokolle des Herrn M (série télévisée, 5 épisodes)
- 1980 : Schicht in Weiß (série télévisée, épisode Heilsamer Wechsel)
- 1980 : … und raus bist du (TV)
- 1981 : Es geht seinen Gang oder Mühen in unserer Ebene (TV)
- 1981 : Possession
- 1981 : Der Tod in der Waschstraße (de)
- 1982 : Weggehen um anzukommen
- 1983 : Wie im Leben (TV)
- 1983 : Flußfahrt mit Huhn (de)
- 1984 : Uindii
- 1986 : Ein Heim für Tiere (série télévisée, épisode Mein Hund, mein Freund)
- 1986 : Was zu beweisen war
- 1988 : Liebling Kreuzberg (série télévisée, épisode Ehrengericht)
- 1988 : Der Sommer des Falken
- 1990 : Bronsteins Kinder
- 1993 : Der Millionenerbe (série télévisée, épisode Aller Anfang ist schwer)
- 1994 : Ein Bayer auf Rügen (série télévisée, épisode Valentin schlägt zurück)
- 1994-1999 : En quête de preuves (série télévisée, six épisodes)
- 1995 : Polizeiruf 110: Schwelbrand (de) (TV)
- 1995 : Immenhof (série télévisée, 2 épisodes)
- 1996 : Alerte Cobra' (série télévisée, épisode Prise d'otages)
- 1997 : A.S. (série télévisée, épisode Der Serienkiller - Klinge des Todes)
- 1998 : Wolff, police criminelle (série télévisée, épisode Wallmann sort aujourd'hui)
- 2000 : Messieurs... je vous aime ! (TV)
- 2002 : Lovers & Frieds – Eigentlich lieben wir uns (TV)